# Blanka av Monferrato

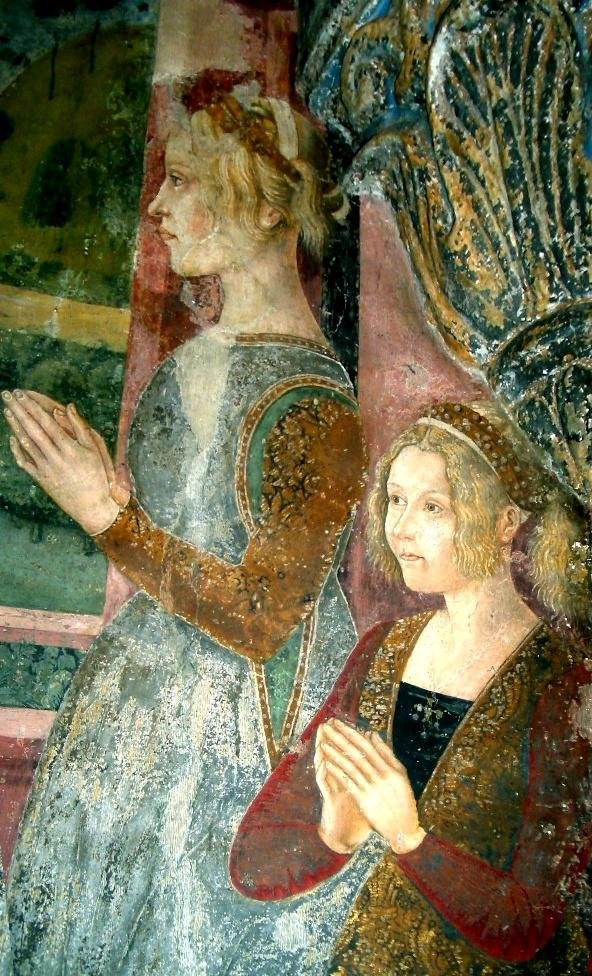
Blanka av Monferrato (till vänster) med sin syster Giovanna.

Blanka av Monferrato, född 1472, död 1519, var en hertiginna av Savojen; gift 1485 med hertig Karl I av Savojen. Hon var Savojens regent under sin sons omyndighet från 1490 fram till hans död genom en olyckshändelse år 1496.

## Biografi
Blanka av Monferrato var dotter till markis Vilhelm VIII av Monferrato och Elisabetta Sforza av Milano. Bianca blev föräldralös vid elva års ålder.
Under sin farbror Bonifacio III:s ledning förlovades hon med hertig Karl I av Savojen, som genom denna förening strävade efter att ta Monferrato i besittning. Bröllopet firades i slottet Casale genom fullmakt den 1 april 1485, med Karl representerad av Antonio de la Forest, hans betrodda kammarherre. Äktenskapet fullbordades först en månad senare, eftersom det var nödvändigt att vänta på den påvliga dispensen med tanke på makarnas släktskap.
Vid makens död 1490 efterträddes han av deras son Karl II av Savojen. Från 1490 till 1496, på grund av sin sons unga ålder, var hon regent, en titel som hon tilldelades av generalförsamlingens möte i Pinerolo efter makens död. Hon kallade den franske biskopen av Mondovì Antoine Champion till hovet, anförtrodde honom ämbetet som kansler och använde sig även av experten Sebastiano Ferrero, som utnämndes till statsråd och generalkassör. Beskriven som en person med en stark och stridbar karaktär, fann hon sig själv som motståndare till släktingar, i synnerhet den ambitiösa farbrodern till hennes man, Filippo di Bresse, som var och en gjorde anspråk på sin egen arvsrätt.
Även på internationell nivå bevisade Bianca von Monferrat sin förmåga: hon visste hur man upprätthöll statens oberoende, och lyckades jonglera med det mäktiga kungadömet Frankrike och det krigiska hertigdömet Milano. För att återställa freden i Piemonte efter de tillfälligt segerrika krigen som fördes av Karl I med markisatet av Saluzzo, var hon tvungen att ge tillbaka landområden till markisen Ludovico II Saluzzo som hade erövrats av Karl I. Hon vägrade dock att följa sin farbror Ludovico Sforzas råd att överföra huvudstaden till Vercelli. Bianca gav sin kusin Karl VIII av Frankrike tillstånd att korsa Piemonte för att nå Neapel 1494, och välkomnade honom i Turin i samband med hans passage med trupperna, och donerade till och med sina juveler.
Då Bianca von Montferrats son Karl II avled av en olycka 1496, upphörde hennes regering. Hennes dotter Yolanda Louise av Savojen gifte sig med Filibert II av Savojen som blev monark 1497. När hennes dotter avled 1499 lämnade hon hovet och drog sig tillbaka till slottet Carignano, där hon levde ett aktivt hovliv och stod värd för flera turneringar.